# Molecule Man
Molecule Man (Молекулярный человек) — произведение монументального искусства, возведённое в Берлине в мае 1999 году американским скульптором Джонатаном Борофски в реке Шпрее близ моста Эльзенбрюкке на границе округов Фридрихсхайн-Кройцберг и Трептов-Кёпеник. Скульптура представляет собой композицию из трёх мужских силуэтов из алюминия высотой в 30 метров, расположенных друг против друга и символизирующих собой единение трёх реорганизованных в 2001 году округов Кройцберг, Трептов и Фридрихсхайн. Скульптура весит 45 тонн.
Тела трёх фигур пронизывают круглые отверстия, что должно означать, что человек состоит из молекул. По высказыванию художника, это должно напоминать о том, что «и человек, и молекула существуют в мире вероятностей, а целью всех творческих и духовных традиций является поиск в мире целостности и единства».
«Молекулярный человек» установлен в воде напротив комплекса зданий Treptowers. Скульптура видна с моста Обербаумбрюкке. Спонсором выступила компания «Allianz SE», штаб-квартира которой находится поблизости в Treptowers.